# Alessandro Mattei
Alessandro kardinal Mattei, italijanski rimskokatoliški duhovnik, škof in kardinal, * 20. februar 1744, Rim, † 20. april 1820, Rim.

## Življenjepis
27. februarja 1768 je prejel duhovniško posvečenje.
17. februarja 1777 je bil imenovan za nadškofa Ferrare in 23. februarja 1777 je prejel škofovsko posvečenje.
12. julija 1779 je bil povzdignjen v kardinala in pectore.
22. maja 1782 je bil ponovno povzdignjen v kardinala in imenovan za kardinal-duhovnika S. Balbina; 3. aprila 1786 je bil imenovanše za S. Maria in Ara Coeli.
Pozneje je bil še trikrat imenovan za kardinal-škofa:
- škofija Palestrina (2. april 1800),
- škofija Porto e Santa Rufina (27. marec 1809) in
- škofija Ostia (26. september 1814).